# Adolph Kolping

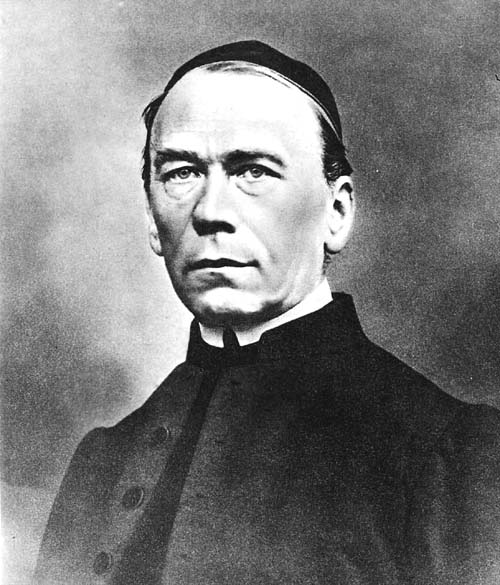
Adolph Kolping

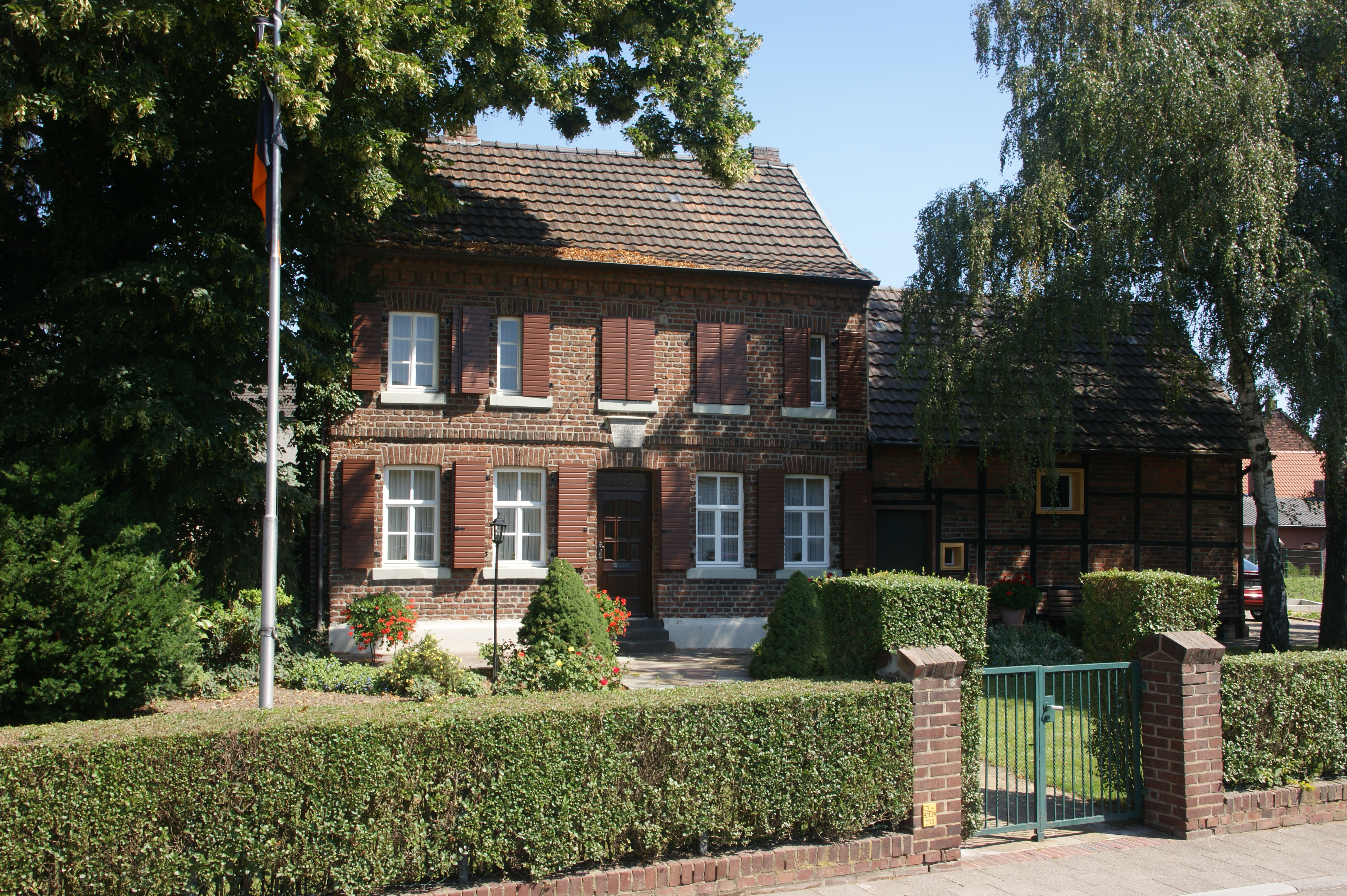
Ouderlijk huis

Adolph Kolping (Kerpen, 8 december 1813 - Keulen, 4 december 1865) was een Duitse katholieke priester die opgroeide als zoon van een herder en vanaf zijn 13e jaar bij een schoenmaker als gezel werkte. Hij had oog voor slechte leefomstandigheden in de streek van Keulen en besloot, mede omdat hij op zijn 21e jaar door een ziekte niet meer tot zware lichamelijke arbeid in staat was, om priester te worden. Dankzij financiële ondersteuning door de eigenaar van het landgoed, voor wie Adolph Kolpings vader schapen hoedde, kon hij deze studie bekostigen. Na het Dreikönigsgymnasium in Keulen studeerde hij theologie aan de universiteit van München, Bonn en Keulen.
In 1849 keerde hij terug naar Keulen als vicaris van de kathedraal en stichtte een van de eerste Keulse gezellenverenigingen. In 1850 fuseerde hij de bestaande gezellenverenigingen onder de naam 'Rheinischer Gesellenbund'. Deze fusie was de oorsprong van het internationale Kolpingwerk. In zijn sterfjaar (1865) waren er meer dan 400 gezellenverenigingen wereldwijd. In 1854 stichtte hij de wekelijkse krant 'Rheinische Volksblätter'. 
In 1865 stierf Kolping en werd begraven in de kerk waar hij geconsacreerd werd, de Minoritenkerk te Keulen. In 1991 werd hij zalig verklaard door paus Johannes Paulus II.

## Kolpingwerk
Door de Industriële Revolutie van de vroege 19e eeuw veranderde de sociale structuur in Duitsland radicaal. De gilden maakten in veel branches plaats voor industrieën. Ook werd de sociale gildestructuur door modernere wetgeving beëindigd. Ook aan de huisvesting van jonge arbeiders in het huis van hun werkgever kwam een einde. Er ontstond een arbeidsmigratie van het platteland naar de steden, waar de fabrieken werden gebouwd. Dit leidde vaak tot gebrek aan huisvesting voor jonge arbeiders, al of niet getrouwd. Sommigen geraakten in sommige steden dakloos, en belandden in de marge van de samenleving. Anderen werden slachtoffer van uitbuiting door hun eigen werkgevers of door 'huisjesmelkers', die exorbitante huren voor slechte woonruimte vroegen. De bouw van behoorlijke arbeiderswoonwijken in fabriekssteden was nog niet op gang gekomen. In enkele branches, onder andere de steenkoolmijnbouw, werd wel reeds vroeg in de oprichting van 'gezellenhuizen' voorzien (ook in Nederlands Limburg), maar in andere branches niet. Ook bleef in een aantal, niet goed in fabrieken te reorganiseren, bedrijfstakken het fenomeen van 'Wandergesellen' nog tot het begin van de 20e eeuw bestaan.
Kolping maakte dit alles, toen hij als tiener schoenmakersleerling en daarna -gezel was, aan den lijve mee. Als sociaal bewogen priester werd het zijn oogmerk was om huisvesting en verzorging in een op een gezin lijkende woonvorm te creëren voor jonge arbeiders. Ter bestrijding van onkerkelijkheid en moreel verval, moest zo'n woonvorm (naar hem: 'Kolpingfamilie' genaamd) de jongemannen ook binnen de normen en waarden van de Rooms-Katholieke Kerk houden of terugbrengen. Er was dus toezicht op hun gedrag, ook op kerkelijk gebied, en zij namen deel aan gemeenschappelijke maaltijden, als surrogaat voor een gezinsleven. De Kolpinghuizen gingen ook letten op de kwaliteit van de door de gezellen genoten vakopleiding, en begonnen al spoedig, ook aanvullende scholing aan te bieden, waaronder voor analfabeten lezen en schrijven, maar ook bijvoorbeeld muziekles, en in een later stadium, de oprichting van katholieke sportverenigingen.
In 2005 waren er in Duitsland nog 275.000 leden in 2.730 lokale Kolpingfamilies. Het Kolpingnetwerk was er een van de grootste sociale federaties. Wereldwijd waren er in dat jaar ongeveer 500.000 leden. Ook in Nederland waren Kolpingverenigingen. De laatste was tot 2020 actief in het Kolpinghuis in Nijmegen.